# Dilj
Dilj je horské pásmo ve východním Chorvatsku ve Slavonii. Prochází Brodsko-posávskou, Osijecko-baranjskou a Požežsko-slavonskou župou. Dva nejvyšší vrcholy, Cinkovac a Degman, měří 471 m, Dilj je tak nejnižším pohořím ve Slavonii. Na západě je Dilj ohraničen řekou Orljavou, na východě postupně směrem ke městu Đakovo přechází v nížinu. Název Dilj pochází od slova dijeliti, znamenajícího dělit, jelikož dělilo chorvatská historická území Paurija a Granica.
Kromě nejvyšších vrcholů, Cinkovace a Degmanu, vysokých 471 m, se v pohoří nacházejí i vrcholy Čardak (421 m), Pametni hrast (411 m), Kasonjski vrh (353 m) a Lipovica (351 m). Na úpatí pohoří se nacházejí města Pleternica a Slavonski Brod.